# لاري بلانك
لاري بلانك (بالإنجليزية: Larry Blank)‏ هو ملحن أمريكي، ولد في 15 يوليو 1952 في بروكلين في الولايات المتحدة.

## وصلات خارجية
- لاري بلانك على موقع IMDb (الإنجليزية)
- لاري بلانك على موقع ميوزك برينز (الإنجليزية)
- لاري بلانك على موقع قاعدة بيانات برودواي على الإنترنت (الإنجليزية)
- لاري بلانك على موقع قاعدة بيانات الفيلم (الإنجليزية)